# 臺南市安平區石門國民小學
23°00′00″N 120°09′56″E / 23.000000°N 120.165619°E
臺南市安平區石門國民小學（簡稱石門國小）是臺灣臺南市安平區的一所市立國民小學，其源自1900年設立的安平公學校，是安平地區最早的現代化教育學校。

## 校史
1900年9月14日，安平公學校成立，主要為臺灣人就讀的學校，首任校長為坂根十二郎；同年12月22日，借用安平聚落東側安平天后宮的作為教室開始上課，計有公學科學生50人、小學科學生5人。1909年4月1日，安平公學校小學科改為「臺南尋常高等小學校安平派遣所」（今西門實小前身）。1912年4月1日，設置鹽埕分教場（1918年獨立為鹽埕公學校，今日新國小）及永寧分教場（1916年獨立為永寧公學校，今省躬國小）。另外，安平公學校校舍因1911年的風災嚴重受損，因此在1912年5月拆除改建新校舍，並在1913年3月完工。1929年12月22日，學校舉行創校三十周年紀念祝賀會。1941年4月1日，學校改制為「安平東國民學校」，此時的地址是臺南市安平376番地。
二戰後，安平東國民學校在1946年2月改為「安平區第一國民學校」，在1947年2月改為安平區「石門國民學校」。在1968年9月，因配合臺灣九年國民義務教育實施，學校改稱「石門國民小學」。另外，石門國小因位在1640年代大員市鎮的海陸交界處，在石門國小周邊曾經成功大學考古挖掘發現荷治時期、清治時期的磚造結構、海岸沉積物。

## 歷任校長
安平公學校
- 坂根十二郎：1900年~1903年12月，後任臺南第二公學校長
- 植田卯之作：1903年12月~1909年9月，原任媽宮公學校
- 中條文四郎：1909年9月~1916年6月，任內逝世，原任臺南第二公學校長
- 栗原謙一郎：1916年8月~1921年4月，原任大樹腳公學校長，後任山上公學校長
- 三原正雄：1921年4月~1924年4月，原任鹽埕公學校長，後任北門郡役所庶務課視學
- 新田里助：1924年4月~1929年4月，後任鹽水公學校長
- 島津憲房：1929年4月~1934年8月，後任台南市明治公學校長
- 丸野公雄：1934年8月~1941年3月，原任台南市寶公學校長

安平東國民學校
- 丸野公雄：1941年4月~，後任安平國民學校長
- 中井武夫：1944年6月~[7]，原任玉井西國民學校長